# Rossosz (Rosja)
Rossosz (ros. Россошь) – miasto w Rosji położone w obwodzie woroneskim. Liczy około 62 tys. mieszkańców (2020).